# The Hits/The B-Sides
The Hits/The B-Sides (englisch für Die Erfolge / Die B-Seiten) ist das erste Kompilationsalbum des US-amerikanischen Musikers Prince. Es erschien am 13. September 1993 als CD-Dreifachalbum bei dem Label Paisley Park Records / Warner Bros. Records und umfasst auf den ersten beiden CDs seine kommerziell erfolgreichsten Singleauskopplungen von 1978 bis 1993. Auf der dritten CD sind die B-Seiten der jeweiligen Singleauskopplungen vorhanden. Parallel zu The Hits/The B-Sides erschienen die ersten beiden CDs als The Hits 1 und The Hits 2 auch als separate Alben.
Die Musik der Alben zählt zu den Genres Contemporary R&B, Elektronische Tanzmusik, Funk, Hip-Hop, Pop und Rock. Als Gastmusiker wirken Clare Fischer, Mayte Garcia, Rosie Gaines, Sheila E. und Sheena Easton mit. Musikkritiker bewerteten das Dreifachalbum durchweg positiv und The Hits 1, The Hits 2 sowie The Hits/The B-Sides erreichten in einigen Ländern Gold- oder Platinstatus.
Als das Dreifachalbum Mitte September 1993 erschien, hatte Prince seinen Künstlernamen drei Monate zuvor abgelegt und befand sich im Streit mit Warner Bros. Records, bei denen er weiterhin unter Vertrag stand. Zwar steuerte er auf The Hits/The B-Sides sechs zuvor unveröffentlichte Songs bei, doch eine weitere Beteiligung von Prince lehnte das Tonträgerunternehmen ab.
Eine Woche bevor The Hits/The B-Sides veröffentlicht wurde, beendete Prince seine Europatournee mit Namen Act I Show, die er zum ersten Mal unter seinem unaussprechbaren Symbol als Pseudonym absolvierte.

## Entstehung

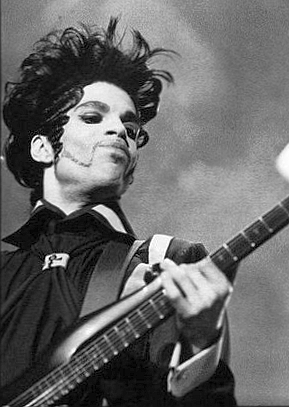
Prince, 1993

Anfang 1993 kam es zum offenen Konflikt zwischen Prince und Warner Bros. Records; beispielsweise verweigerte das Major-Label im Sommer 1993 die Veröffentlichung des Debütalbums Goldnigga von Prince’ Begleitband The New Power Generation, das er zuvor mit ihr aufnahm. Warner verlangte eine Schaffenspause von Prince und wollte ein Greatest-Hits-Album von ihm auf den Markt bringen, worauf sich der Musiker in seiner künstlerischen Freiheit eingeschränkt sah. Ursprünglich beabsichtigte Warner eine Prince-Kompilation mit vier oder fünf CDs zu veröffentlichen. Doch das Major-Label verwarf diese Planung, weil der Verkaufspreis für eine entsprechende CD-Box sehr hoch gewesen wäre und, gemessen an den von Warner vermuteten Verkaufszahlen, sich finanziell nicht gelohnt hätte. Aufgrund von anhaltenden Differenzen mit Warner Bros. Records legte Prince am 7. Juni 1993 seinen Künstlernamen ab und trug stattdessen ein unaussprechbares Symbol als Pseudonym; er wollte mit dem Tonträgerunternehmen nicht mehr zusammenarbeiten. Zum damaligen Zeitpunkt besaß Warner Bros. Records die Urheberrechte an allen Songs, die Prince in seiner Karriere für sie aufnahm. Erst im Jahr 2014 erhielt er sämtliche Rechte an den Songs zurück.
Zwar steuerte Prince sechs zuvor unveröffentlichte Songs auf The Hits/The B-Sides bei, zeigte aber zunächst wenig Interesse an dem Projekt. Erst als er Anfang September 1993 seine damalige Tournee mit Namen „Act II Show“ beendete, wollte er zunehmend Einfluss auf The Hits/The B-Sides ausüben, was Warner Bros. Records jedoch ablehnte. Das Major-Label wollte das Dreifachalbum zeitnah veröffentlichen und war an einer eventuellen Verschiebung nicht interessiert. Warner hat Prince letztendlich sogar dafür bezahlt, keinen weiteren Einfluss auf The Hits/The B-Sides auszuüben.
Zu den sechs zuvor unveröffentlichten Songs zählen 4 the Tears in Your Eyes, Nothing Compares 2 U, Peach, Pink Cashmere, Pope und Power Fantastic. Das Stück Nothing Compares 2 U nahm Prince ursprünglich am 15. Juli 1984 in seinem damaligen Heimstudio mit Namen Flying Cloud Drive Warehouse in Eden Prairie in Minnesota auf. Die Liveversion auf The Hits/The B-Sides ist ein Duett zwischen ihm und Rosie Gaines und stammt von einem Konzert, das er am 27. Januar 1992 für nur geladene Gäste, unter anderem war der damalige Geschäftsmann und spätere US-Präsident Donald Trump anwesend, in seinem Paisley Park Studio in Chanhassen in Minnesota spielte. Prince’ Begleitband The New Power Generation wirkt als musikalische Besetzung mit.
Den Song 4 the Tears in Your Eyes nahm Prince am 1. Februar 1985 in einem mobilen Tonstudio im Louisiana Superdome in New Orleans während des Soundchecks auf, bevor er am Abend im Rahmen seiner Purple-Rain-Tour ein Konzert absolvierte. Eine überarbeitete Version wurde am 12. April 1985 auf dem Album We Are the World veröffentlicht. Am 4. Juni 1985 spielte Prince mit Lisa Coleman und Wendy Melvoin im Studio Instrument Rentals (kurz: S.I.R) in Los Angeles in Kalifornien eine Akustikversion zum Musikvideo ein, das beim Live-Aid-Konzert am 13. Juli 1985 weltweit übertragen wurde; diese Version ist auch auf The Hits/The B-Sides zu hören.
Power Fantastic spielte Prince am 19. März 1986 mit Mitgliedern von The Revolution in seinem damaligen Heimstudio Galpin Blvd Home Studio in Chanhassen ein und nicht, wie in den Liner Notes zu lesen ist, im Paisley Park Studio. Der Song basiert auf einem Stück mit Namen Carousel, das von Lisa Coleman und Wendy Melvoin im Juni 1985 geschrieben wurde. Zwar verfasste Prince einen neuen Liedtext, aber Coleman und Melvoin werden als Autoren in den Liner Notes von The Hits/The B-Sides nicht erwähnt. Power Fantastic nahm Prince in nur einem Take auf und platzierte es im Juni 1986 auf seinem Album Dream Factory, das er letztendlich aber nicht veröffentlichte. Ein von Prince verfasstes Instrumental-Intro ließ er in der Version auf The Hits/The B-Sides weg, wurde aber auf dem Album Sign o’ the Times Super Deluxe im September 2020 herausgebracht.

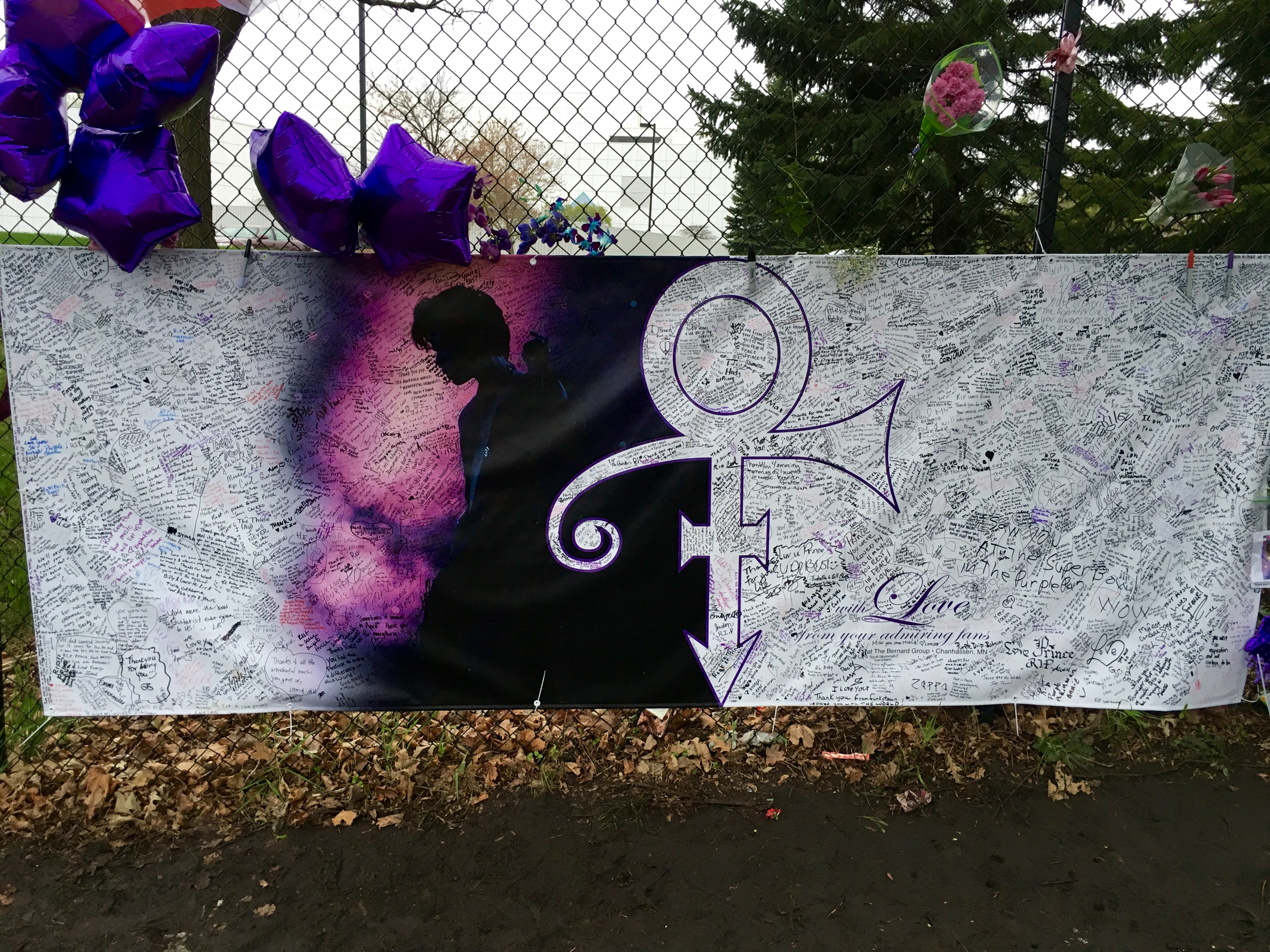
Das unaussprechbare Symbol

Das Stück Pink Cashmere spielte Prince am 10. Juni 1988 im Paisley Park Studio ein. Synthesizer, die ursprünglich in dem Stück vorhanden waren, ersetzte er durch ein Streichorchester, das von Clare Fischer im Sommer 1990 in den Madhatter Studios in Los Angeles arrangiert und komponiert wurde.
Peach nahm Prince im Juni 1992 in den Olympic Studios in London auf, als er damals mit der Diamonds-and-Pearls-Tour in der Stadt gastierte. Das Stück spielte er regelmäßig bei seiner Act I Show, die im März und April 1993 in den USA stattfand. Pope nahm Prince im Mai 1993 im Paisley Park Studio auf.
Warner Bros. Records machte sich unterdessen lustig über Prince’ Namensänderung und veröffentlichte eine ironisch zu verstehende Annonce im US-Magazin Billboard; es war ein Text, bestehend aus einer Mixtur von Worten und Symbolen, mit folgendem Inhalt zu lesen: „Wir bei Warner Bros behandeln unsere Künstler mit viel Herz. Nennt ihn nicht Prince, nennt ihn O(+>, okay?“ Eine Woche später veröffentlichte Prince eine ähnlich gestaltete Annonce, ebenfalls eine Mixtur bestehend aus Worten und Symbolen, und reagierte folgendermaßen: „Wir, hier bei NPG Records, behandeln unsere Künstler mit Respekt. Es macht uns traurig, wenn die Künstler traurig sind. Wenn sie neue Musik haben, wollen sie diese ihren Fans zukommen lassen. Das ist cool“.

## Gestaltung des Covers
Auf der Vorderseite des Albumcovers ist ein Porträtfoto von Prince zu sehen, das ihn von der Seite mit geschlossenen Augen zeigt. Sein Blick ist dezent nach unten gerichtet. Auf der Rückseite des Albumcovers ist lediglich die Tracklist abgedruckt.
Das Booklet von The Hits/The B-Sides besitzt 24 Seiten und Warner Bros. Records wollte ursprünglich, dass der Musikjournalist Neal Karlen (* 1959) die Liner Notes schreibt; Karlen hatte Prince 1985 und 1990 für das US-Musikmagazin Rolling Stone interviewt. Doch Prince lehnte ihn als Autor ab und bestimmte stattdessen Alan Leeds (* 26. Januar 1947), sein Tourmanager in den Jahren von 1983 bis 1989 und Vorsitzender von Paisley Park Records von 1989 bis 1993, für diese Aufgabe. Bis auf die drei Songs Peach, Pink Cashmere und Pope kommentierte Leeds jedes Stück von The Hits/The B-Sides und schrieb Anmerkungen.
Herb Ritts machte die elf Fotos, die im Booklet zu sehen sind. Zehn von diesen zeigen Prince, während auf einem die Büste von seinem Oberkörper zu sehen ist.

## Musik und Liedtexte
Die Musik ist verschiedenen Musikgenres zuzuordnen; beispielsweise stammen die Songs Cream, Diamonds and Pearls und Sign “☮” the Times aus dem Bereich Contemporary R&B. 1999, Gett Off, Kiss und Uptown sind dem Genre Funk zuzuordnen, I Would Die 4 U und When Doves Cry Elektronische Tanzmusik, I Could Never Take the Place of Your Man und Little Red Corvette sind aus dem Genre Popmusik und She’s Always in My Hair ist Rockmusik zuzuordnen.
Die sechs Songs Nothing Compares 2 U und Pink Cashmere (beide auf The Hits 1), Peach und Pope (beide auf The Hits 2) sowie 4 the Tears in Your Eyes und Power Fantastic (beide auf The B-Sides) waren zuvor auf keinem Prince-Album vorhanden.

### The Hits 1
1. Nothing Compares 2 U
Die Ballade aus dem Genre Popmusik schrieb Prince bereits im Juli 1984, und die Version auf The Hits 1 ist im Duett mit Rosie Gaines als Liveversion zu hören, die am 27. Januar 1992 im Paisley Park Studio aufgenommen wurde.
2. Pink Cashmere
Das Stück ist ebenfalls eine Ballade aus dem Bereich Pop. Das Arrangement fokussiert Prince auf das von ihm vorgetragene akustische Gitarrenspiel, gepaart mit einem dezenten Beat von einem Drumcomputer. Ein Streichorchester, das von Clare Fischer arrangiert wurde, ist überwiegend im Hintergrund zu hören. Pink Cashmere endete mit einem Gitarren-Solo von Prince, das in der Musik des Streichorchesters mündet. In dem von ihm im Falsett vorgetragenem Liedtext drückt Prince einer Frau gegenüber seine Liebe aus, in dem er ihr unter anderem einen Mantel aus rosa Kaschmir („Pink Cashmere“) schenkt.[6]

Prince’ damalige Freundin Anna Garcia (* 31. Dezember 1970 in London) – nicht verwandt oder verschwägert mit seiner späteren Ehefrau Mayte Garcia – ist auch unter dem Künstlernamen „Anna Fantastic“ bekannt und inspirierte ihn zum Liedtext. Er traf die damals 15-jährige Garcia am 14. August 1986 in seinem Londoner Hotelzimmer, nach dem er ein Livekonzert im Rahmen der Parade-Tour in der Wembley Arena absolvierte. Prince und Garcia verbrachten die Nacht in dem Hotelzimmer und unterhielten sich – sexuelle Anspielungen machte er nicht, gab ihr aber seine Telefonnummer und versprach, mit ihr im Kontakt zu bleiben. Garcia besuchte damals eine Schauspielschule in London. Im Jahr 1988 nahm sie unter dem Pseudonym Sheree eine Single samt Musikvideo mit Namen Ronnie – Talk to Russia! auf, die dem Genre Euro Disco zuzuordnen ist und von Dieter Bohlen produziert wurde. Der Song war aus kommerzieller Sicht erfolglos und ist keine Coverversion des Prince-Songs Ronnie, Talk to Russia aus dem Jahr 1981.
Am 31. Dezember 1988, ihrem 18. Geburtstag, flog Garcia nach Minneapolis in Minnesota, wo Prince eine Geburtstagsfeier für sie veranstaltete. Er schenkte ihr, wie im Liedtext von Pink Cashmere beschrieben, einen rosafarbenen Mantel aus Kaschmir. Zudem wohnten die beiden Anfang 1989 für wenige Monate in seinem damaligen Haus in Minneapolis, doch Anfang 1990 trennten sie sich und Garcia zog wieder zurück nach London. Kontakt hatten die beiden im Laufe der Jahre nicht mehr miteinander.

### The Hits 2
1. Peach
Bei dem aus dem Genre Rock stammenden Song ist Prince des Öfteren an der E-Gitarre zu hören. Im Song ist gelegentlich ein Stöhnen von Kim Basinger zu hören, das er gesampelt hat, was er in den Liner Notes aber nicht erwähnt. Der Liedtext ist zuweilen anzüglich und befasst sich mit der Optik einer Frau; beispielsweise singt Prince von einer jungen Frau, deren Pobacken von einer goldfarbenen Hot Pants spärlich bedeckt werden. Ihr attraktives Aussehen würde sogar „einen schwulen Pfarrer in einen Sünder verwandeln“. Mayte Garcia, damalige Freundin und spätere Ehefrau von Prince, inspirierte ihn zu folgender Textzeile: „Sie war dunkel, sie war hellbraun, sie hat mich froh gemacht, ein Mann zu sein“.[6][19]
2. Pope
Der Song enthält Elemente aus dem Genre Hip-Hop und einige Samples von dem US-Schauspieler und Stand-Up-Comedian Bernie Mac. Den Liedtext trägt Prince zuweilen im Sprechgesang vor und Garcia übernimmt phasenweise den Hauptgesang. Pope besitzt aber keinen politischen oder sozialkritischen Liedtext; Prince verwendet den Begriff „Pope“ („Papst“) analog zu einem Staatspräsident, also für jemanden, der auf seinem Gebiet als hervorragend gilt. Doch für den Präsidenten „geht nichts mehr“ und seine Regierung ist „faul“, weswegen Prince „lieber der Papst sein“ möchte.[6]

### The B-Sides
1. 4 the Tears in Your Eyes
Der langsame Popsong wird von Prince’ und Wendy Melvoins akustischen Gitarrenspiel dominiert, zudem spielt Lisa Coleman Keyboards. Der Liedtext handelt von Jesus Christus und der Kreuzigung, wobei Coleman und Melvoin in den Backing Vocals zu hören sind.[20]
2. Power Fantastic
Die Pop-Ballade spielt Prince vorwiegend am Klavier, wobei Blechblasinstrumente zuweilen einen Hauch vom Genre Jazz verleihen. Der von ihm im Falsett gesungene Liedtext handelt von einem Menschen, der Angst vor der Akzeptanz hat, Liebe oder Gott in sein Herz zu lassen. Beispielsweise singt Prince: „Fantastische Macht („Power Fantastic“) ist zumindest in deinem Leben. Du bist ein bisschen ängstlich, weil es das ist, was du willst und brauchst“.[21]

## Titelliste und Veröffentlichungen
| CD-1/1 | When Doves Cry (Edit)                           | The Hits 1           | 3:48 | 1984: Purple Rain                             |
| CD-1/2 | Pop Life a                                      | The Hits 1           | 3:41 | 1985: Around the World in a Day               |
| CD-1/3 | Soft and Wet b                                  | The Hits 1           | 3:02 | 1978: For You                                 |
| CD-1/4 | I Feel for You                                  | The Hits 1           | 3:24 | 1979: Prince                                  |
| CD-1/5 | Why You Wanna Treat Me So Bad?                  | The Hits 1           | 3:38 | 1979: Prince                                  |
| CD-1/6 | When You Were Mine                              | The Hits 1           | 3:43 | 1980: Dirty Mind                              |
| CD-1/7 | Uptown (Edit)                                   | The Hits 1           | 4:08 | 1980: Dirty Mind                              |
| CD-1/8 | Let’s Go Crazy a                                | The Hits 1           | 4:39 | 1984: Purple Rain                             |
| CD-1/9 | 1999 (Edit)                                     | The Hits 1           | 3:36 | 1982: 1999                                    |
| CD-1/10 | I Could Never Take the Place of Your Man (Edit) | The Hits 1           | 3:38 | 1987: Sign “☮” the Times                      |
| CD-1/11 | Nothing Compares 2 U (Duett mit Rosie Gaines)   | The Hits 1           | 4:57 | 1993: The Hits/The B-Sides                    |
| CD-1/12 | Adore (Edit)                                    | The Hits 1           | 4:39 | 1987: Sign “☮” the Times                      |
| CD-1/13 | Pink Cashmere                                   | The Hits 1           | 6:13 | 1993: The Hits/The B-Sides                    |
| CD-1/14 | Alphabet St.                                    | The Hits 1           | 5:38 | 1988: Lovesexy                                |
| CD-1/15 | Sign “☮” the Times (Edit)                       | The Hits 1           | 3:42 | 1987: Sign “☮” the Times                      |
| CD-1/16 | Thieves in the Temple                           | The Hits 1           | 3:20 | 1990: Graffiti Bridge                         |
| CD-1/17 | Diamonds and Pearls (Edit) c                    | The Hits 1           | 4:19 | 1991: Diamonds and Pearls                     |
| CD-1/18 | 7 d                                             | The Hits 1           | 5:08 | 1992: Love Symbol                             |
| CD-2/1 | Controversy (Edit)                              | The Hits 2           | 3:36 | 1981: Controversy                             |
| CD-2/2 | Dirty Mind (Edit) e                             | The Hits 2           | 3:39 | 1980: Dirty Mind                              |
| CD-2/3 | I Wanna Be Your Lover (Edit)                    | The Hits 2           | 2:57 | 1979: Prince                                  |
| CD-2/4 | Head                                            | The Hits 2           | 4:43 | 1980: Dirty Mind                              |
| CD-2/5 | Do Me, Baby (Edit)                              | The Hits 2           | 3:56 | 1981: Controversy                             |
| CD-2/6 | Delirious (Edit)                                | The Hits 2           | 2:38 | 1982: 1999                                    |
| CD-2/7 | Little Red Corvette                             | The Hits 2           | 4:55 | 1982: 1999                                    |
| CD-2/8 | I Would Die 4 U a                               | The Hits 2           | 2:56 | 1984: Purple Rain                             |
| CD-2/9 | Raspberry Beret a                               | The Hits 2           | 3:31 | 1985: Around the World in a Day               |
| CD-2/10 | If I Was Your Girlfriend (Edit)                 | The Hits 2           | 3:46 | 1987: Sign “☮” the Times                      |
| CD-2/11 | Kiss f                                          | The Hits 2           | 3:46 | 1986: Parade                                  |
| CD-2/12 | Peach                                           | The Hits 2           | 3:48 | 1993: The Hits/The B-Sides                    |
| CD-2/13 | U Got the Look (Duett mit Sheena Easton)        | The Hits 2           | 3:46 | 1987: Sign “☮” the Times                      |
| CD-2/14 | Sexy M.F. c                                     | The Hits 2           | 5:25 | 1992: Love Symbol                             |
| CD-2/15 | Gett Off c                                      | The Hits 2           | 4:30 | 1991: Diamonds and Pearls                     |
| CD-2/16 | Cream c                                         | The Hits 2           | 4:12 | 1991: Diamonds and Pearls                     |
| CD-2/17 | Pope                                            | The Hits 2           | 3:28 | 1993: The Hits/The B-Sides                    |
| CD-2/18 | Purple Rain a                                   | The Hits 2           | 8:40 | 1984: Purple Rain                             |
| CD-3/1 | Hello (Edit) a                                  | The Hits/The B-Sides | 3:24 | 1985: B-Seite von Pop Life                    |
| CD-3/2 | 200 Balloons                                    | The Hits/The B-Sides | 5:05 | 1989: B-Seite von Batdance                    |
| CD-3/3 | Escape (Edit)                                   | The Hits/The B-Sides | 3:30 | 1988: B-Seite von Glam Slam                   |
| CD-3/4 | Gotta Stop (Messin’ About)                      | The Hits/The B-Sides | 2:54 | 1981: B-Seite von Let’s Work                  |
| CD-3/5 | Horny Toad                                      | The Hits/The B-Sides | 2:12 | 1983: B-Seite von Delirious                   |
| CD-3/6 | Feel U Up (Edit)                                | The Hits/The B-Sides | 3:43 | 1989: B-Seite von Partyman                    |
| CD-3/7 | Girl (Edit) a                                   | The Hits/The B-Sides | 3:47 | 1985: B-Seite von America                     |
| CD-3/8 | I Love U in Me                                  | The Hits/The B-Sides | 4:12 | 1989: B-Seite von The Arms of Orion           |
| CD-3/9 | Erotic City (Edit) a                            | The Hits/The B-Sides | 3:55 | 1984: B-Seite von Let’s Go Crazy              |
| CD-3/10 | Shockadelica (Edit)                             | The Hits/The B-Sides | 3:30 | 1987: B-Seite von If I Was Your Girlfriend    |
| CD-3/11 | Irresistible Bitch                              | The Hits/The B-Sides | 4:12 | 1983: B-Seite von Let’s Pretend We’re Married |
| CD-3/12 | Scarlet Pussy (Edit) (Hauptgesang: Sheila E.)   | The Hits/The B-Sides | 4:18 | 1988: B-Seite von I Wish U Heaven             |
| CD-3/13 | La, La, La, He, He, Hee (Edit) g                | The Hits/The B-Sides | 3:21 | 1987: B-Seite von Sign “☮” the Times          |
| CD-3/14 | She’s Always in My Hair (Edit) a                | The Hits/The B-Sides | 3:27 | 1985: B-Seite von Raspberry Beret             |
| CD-3/15 | 17 Days a                                       | The Hits/The B-Sides | 3:55 | 1984: B-Seite von When Doves Cry              |
| CD-3/16 | How Come U Don’t Call Me Anymore?               | The Hits/The B-Sides | 3:51 | 1982: B-Seite von 1999                        |
| CD-3/17 | Another Lonely Christmas (Edit) a               | The Hits/The B-Sides | 4:52 | 1984: B-Seite von I Would Die 4 U             |
| CD-3/18 | God (Edit) a                                    | The Hits/The B-Sides | 4:02 | 1984: B-Seite von Purple Rain                 |
| CD-3/19 | 4 the Tears in Your Eyes                        | The Hits/The B-Sides | 3:23 | 1993: The Hits/The B-Sides                    |
| CD-3/20 | Power Fantastic                                 | The Hits/The B-Sides | 4:45 | 1993: The Hits/The B-Sides                    |
| Spieldauer: 227:03 min. |                                                 |                      |      |                                               |
| Autor aller Songs ist Prince a Autor: Prince and The Revolutionb Liedtext: Prince und Chris Moonc Autor: Prince and The New Power Generationd Autor: Prince, Jimmy McCracklin, Lowell Fulsone Musik: Prince und Dr. Finkf Arrangement: David Z. Rivking Liedtext: Prince und Sheena Easton |                                                 |                      |      |                                               |

The Hits/The B-Sides wurde am 13. September 1993 in Großbritannien und einen Tag später in den USA veröffentlicht. Die Kompilation erschien als Dreifachalbum auf CD und MC, später auch als Download. Zudem sind The Hits 1 und The Hits 2 als separate Alben auf CD, MC und als Doppelalbum auf LP erschienen – The B-Sides kann nicht als einzelner Tonträger käuflich erworben werden.
Am 11. Dezember 2020 brachte The Prince Estate („Der Prince-Nachlass“) The Hits 1 in einer limitierten Auflage als Doppel-LP im ausschließlich lilafarbenen Vinyl heraus, und am 4. November 2022 wurden The Hits 1 und The Hits 2 in limitierter Auflage als Doppel-LP im „Milky White“ Vinyl veröffentlicht.

### Singles
Die Mehrzahl der Songs auf den ersten beiden CDs sind Singleauskopplungen aus 13 Prince-Alben der Jahre 1978 bis 1993. Das Album Batman (1989) zum gleichnamigen Film wurde nicht berücksichtigt; Prince musste damals die Veröffentlichungsrechte der Songs, die im Film zu hören sind, an Warner Bros. Entertainment abtreten. Von daher sind nur die B-Seiten von den Batman-Singleauskopplungen auf The Hits/The B-Sides vorhanden.
Die meisten Singleauskopplungen sind in einer verkürzten Edit-Version zu hören und die meisten B-Seiten waren zuvor auf CD nicht erhältlich. Der Song When You Were Mine erschien Ende 1980 nur als Promo-Single und Adore (1987) wurde weder als Single noch als B-Seite veröffentlicht.
Von The Hits/The B-Sides wurden drei Singles gezielt ausgekoppelt; am 31. August 1993 erschien Pink Cashmere, wurde aber nicht weltweit veröffentlicht. Auf der Single sind zwei unterschiedliche Versionen vorhanden; Pink Cashmere (Vocal Version) ist auf 3:56 Minuten gekürzt und Pink Cashmere (Guitar Version) auf 3:58 Minuten. Die Guitar-Version enthält ein Gitarren-Solo von Prince, die Vocal-Version stattdessen Gesang von ihm.
Als zweite Single wurde am 4. Oktober 1993 Peach in Großbritannien veröffentlicht, in den USA aber erst am 18. November 1993. Die Singleversion ist identisch mit der Albumversion von The Hits 2. Am 29. November 1993 wurde Controversy in ausschließlich Deutschland und im Vereinigten Königreich als Single erneut veröffentlicht; ursprünglich erschien die Single bereits im September 1981. Alle drei Singleauskopplungen sind als 7″-Single, 12″ und CD-Single käuflich zu erwerben.
Ferner sind mit Purple Rain, Nothing Compares 2 U und Pope drei Promo-Tonträger herausgebracht worden. Purple Rain erschien im Jahr 1993 als 1-Track-CD-Single in der gekürzten Albumversion. Am 18. November 1993 wurde Nothing Compares 2 U als CD-Single und Vinyl-Maxi-Single veröffentlicht. Der Song ist sowohl in einer verkürzten Edit-Version in einer Länge von 4:17 Minuten vorhanden, als auch in der Albumversion von The Hits/The B-Sides. Im April 1994 erschien Pope als 1-Track-CD-Single in der Albumversion. Zudem ist das Stück als Vinyl-Maxi-Single erhältlich, wobei der Song in einem Remix mit einer Länge von 6:06 Minuten zu hören ist. Als B-Seite dient Pink Cashmere, ebenfalls als Remix vorhanden und in einer Länge von 6:19 Minuten.

### Musikvideos
Es existieren mit Peach, Pink Cashmere und Nothing Compares 2 U drei Musikvideos zu Songs von The Hits/The-Bides. Das Musikvideo zu Peach wurde vermutlich im November 1992 aufgenommen, und zwar im S.I.R-Studio in Los Angeles. Prince spielt Gitarre, Michael Bland Schlagzeug und Sonny Thompson E-Bass, Mayte Garcia posiert für einen Fotografen. Regisseur war Parris Patton, der bereits bei Musikvideos zu Songs von Love Symbol (1992) diese Tätigkeit ausübte.
Da sich Prince im Jahr 1993 in einem Streit mit Warner Bros. Records befand, wollte er zur Singleauskopplung von Pink Cashmere kein Musikvideo produzieren. Von daher besteht das Video lediglich aus einem Zusammenschnitt von früheren Prince-Videos aus den Jahren 1984 bis 1992 und enthält daraus Footages.
Nothing Compares 2 U zeigt ebenfalls Passagen aus früheren Prince-Videos sowie Ausschnitte von ihm und Rosie Gaines von dem Paisley-Park-Konzert am 27. Januar 1993. Anlässlich Prince’ zweiten Todestag im April 2018 veröffentlichte Warner ein weiteres Video zu Nothing Compares 2 U, das Aufnahmen von ihm und seiner Begleitband The Revolution aus dem Jahr 1984 zeigt.

### DVD: The Hits Collection
| 1                   | Peach                 | 3:56 |
| 2                   | Uptown                | 4:06 |
| 3                   | 1999                  | 3:40 |
| 4                   | Alphabet St.          | 2:25 |
| 5                   | Sign “☮” the Times    | 3:41 |
| 6                   | Diamonds and Pearls   | 4:51 |
| 7                   | Controversy           | 3:35 |
| 8                   | Dirty Mind            | 4:06 |
| 9                   | I Wanna Be Your Lover | 2:52 |
| 10                  | Little Red Corvette   | 3:07 |
| 11                  | I Would Die 4 U       | 4:33 |
| 12                  | Raspberry Beret       | 4:17 |
| 13                  | Kiss                  | 3:53 |
| 14                  | Cream                 | 6:01 |
| 15                  | 7                     | 6:02 |
| Spieldauer: 61 min. |                       |      |

The Hits Collection wurde am 14. September 1993 veröffentlicht, auf der 15 Musikvideos aus den Jahren 1979 bis 1993 zu sehen sind. Die Kompilation erschien auf DVD, Laserdisc und VHS, auf Blu-ray Disc ist sie bis heute (2025) nicht erhältlich. Am 6. Dezember 1993 erzielte die Kompilation in den USA Goldstatus für 50.000 Einheiten.

### Coverversionen
Abgesehen von Nothing Compares 2 U und Peach sind keine Coverversionen von den zuvor unveröffentlichten Songs auf The Hits/The B-Sides bekannt. Nothing Compares 2 U coverten mehrere Interpreten, wie beispielsweise Sinéad O’Connor (1990), Wiener Sängerknaben (2002), Aretha Franklin (2014) und Chris Cornell (2016). Peach nahmen Rod Stewart (2001) sowie die von dem kanadischen Rockmusiker Tim Karr zusammengestellte Band mit Namen Triggerdaddy (2005) neu auf.

## Mitwirkende

### Musiker
Die sechs zuvor unveröffentlichten Songs wurden von Prince arrangiert, komponiert, produziert und vorgetragen. Zudem spielte er alle Musikinstrumente selbst ein, wobei folgende Personen die Aufnahmen ergänzten:
- Atlanta Bliss – Trompete in Power Fantastic
- Bobby Z. – Perkussion und Schlagzeug in Power Fantastic
- Eric Leeds – Saxophon in Power Fantastic
- Hornheads – Baritonsaxophon, Posaune, Tenorsaxophon, Trompete in Nothing Compares 2 U
- Levi Seacer Jr. – Rhythmusgitarrist in Nothing Compares 2 U
- Lisa Coleman – Backing Vocals und Keyboard in 4 the Tears in Your Eyes; Keyboard in Power Fantastic
- Mayte Garcia – Backing Vocals in Peach; Co-Leadsängerin in Pope
- Michael Bland – Schlagzeug in Nothing Compares 2 U, Peach
- Rosie Gaines – Co-Leadsängerin in Nothing Compares 2 U
- Sonny Thompson – E-Bass in Nothing Compares 2 U, Peach
- Tommy Barbarella – Keyboard in Nothing Compares 2 U
- Wendy Melvoin – Akustische Gitarre und Backing Vocals in 4 the Tears in Your Eyes; Gitarre in Power Fantastic

### Technisches Personal
- Arne Frager – Toningenieur der Saiteninstrumente in Pink Cashmere
- Clare Fischer – Instrumentation der Saiteninstrumente in Pink Cashmere
- David Carson – Logo-Design
- David Friedlander – Mixing in Pope
- David Tickle – Toningenieur in 4 the Tears in Your Eyes
- Eddie Miller – Toningenieur in Pink Cashmere
- Eric Anest (als „Airiq Anest“) – Toningenieur in Peach
- Gregg Geller – Produzent der Kompilation
- Greg Ross – Albumdesign, Artdirector
- Herb Ritts – Fotografie
- Jeff Gold – Albumdesign, Artdirector
- Keith “KC” Cohen – Mixing in Peach
- Lee Herschberg – Mastering
- Mark Forrester – Toningenieur in Peach
- Ray Hahnfeldt – Mixing und Toningenieur in Pope
- Rolly Ladd – Toningenieur in Peach
- Stephen Marcussen – zusätzliches Mastering
- Steve Noonan – Toningenieur in Peach
- Susan Rogers – Toningenieurin in 4 the Tears in Your Eyes und Power Fantastic
- Tom Garneau – Mixing in Pink Cashmere

## Tournee
Drei Monate nach Beendigung der „Act I Show“ durch die USA und Kanada ging Prince mit The New Power Generation in Europa auf Tournee und nannte diese „Act II Show“. Es war seine erste Tour, die er unter seinem unaussprechbaren Symbol als Pseudonym absolvierte. Sie begann am 26. Juli 1993 in der National Indoor Arena in Birmingham und endete am 7. September 1993 in der Wembley Arena in London. Er gab 27 Konzerte, die von insgesamt 750.000 Menschen – inklusive der Besucher von vier Rock-over-Germany-Musikfestivals – besucht wurden. Die Setlist umfasste eine Auswahl seiner erfolgreichsten Hits sowie einige Songs, die unter Prince-Fans als beliebt gelten.
The New Power Generation bestand aus den folgenden sechs Mitgliedern:
- Levi Seacer Jr. – Backing Vocals, Rhythmusgitarrist
- Mayte Garcia – Backing Vocals, Tänzerin
- Michael Bland – Schlagzeug
- Morris Hayes – Backing Vocals, Keyboard
- Sonny Thompson – Backing Vocals, E-Bass
- Tommy Barbarella – Keyboard

Zudem wirkte das Blechbläserquintett Hornheads mit, die damals aus folgenden Mitgliedern bestand:
- Brian Gallagher – Tenorsaxophon
- Dave Jensen – Flügelhorn, Trompete
- Kathy Jensen – Altsaxophon, Baritonsaxophon
- Michael B. Nelson – Posaune
- Steve Strand – Trompete

Brian Gallagher (* 23. November 1963) starb am 3. März 2016 im Alter von 52 Jahren an einer Lungenembolie. Dave und Kathy Jensen sind miteinander verheiratet.

## Aftershows
Ab dem Jahr 1986 spielte Prince nach dem Hauptkonzert gelegentlich eine Aftershow, also ein weiteres Konzert nach Mitternacht. Seine Aftershows fanden in kleineren Musikclubs vor meist 300 bis 1.500 Zuschauern statt und Prince verzichtete auf die aufwendigen Bühnenshows, Choreografien und Lightshows seiner Hauptkonzerte. Zudem gestaltete er die Songauswahl anders und verzichtete oftmals auf seine Top-Ten-Hits. Höhepunkte mancher Aftershows waren Gastauftritte bekannter Musiker.
Bei neun der 27 Konzerte spielte Prince eine Aftershow, wobei nur bei der letzten am 8. September 1993 im Bagley’s Warehouse in London mit Mavis Staples und The Steeles musikalische Gäste auftraten. Unter den mit 3.000 Zuschauern ausverkauften Bagley’s Warehouse waren auch britische Prominente wie Colin Jackson, Des’ree, George Michael, Linford Christie und Seal. Die Aftershow wurde gefilmt und am 6. März 1995 unter dem Titel The Sacrifice of Victor auf VHS herausgebracht. Die Gesamtlänge des Konzerts betrug 140 Minuten, doch Prince veröffentlichte nur elf der 20 Songs, weswegen die VHS lediglich 46 Minuten lang ist.

## Rezensionen
Musikkritiker bewerteten das Dreifachalbum durchweg positiv. Viele waren der Meinung, die Kompilation repräsentiere die Popmusik der Jahre 1978 bis 1993. Einige Prince-Fans bemängelten jedoch, dass Songs wie beispielsweise Girls & Boys (1986), Housequake (1987) und Batdance (1989) fehlen. Die Website AOTY (Album of the Year) errechnete eine Durchschnittsbewertung von 80 %, basierend auf drei Rezensionen englischsprachiger Medien.
Die beiden Musikkritiker David Wilson und John Alroy zeigten sich begeistert und gaben die Höchstanzahl von fünf Sternen. Selbst wenn man alle Prince-Alben besitze, sei diese Kompilation „ein Muss für die Sammlung schwer zu findender“ (Stand 1993) B-Seiten wie Erotic City, How Come U Don’t Call Me Anymore? und She’s Always in My Hair. Seit The Beatles sei Prince „wahrscheinlich der erste Künstler“, der „einige seiner besten Werke“ nur auf B-Seiten veröffentliche und nicht auf einer LP. The Hits/The B-Sides ließe „nur den großen kommerziellen Hit“ Batdance vermissen, enthalte dafür aber „ein paar großartige neue Songs“ wie Peach und Pink Cashmere. Zudem sei „eine anständige“ Version von Nothing Compares 2 U zu hören.
Stephen Thomas Erlewine von AllMusic gab sowohl The Hits 1 als auch The Hits 2 die Höchstanzahl von fünf Sternen, bemängelte aber, dass „in beiden Bänden einige wichtige Singles“ fehlten. Zudem wirke die Reihenfolge der Tracklist unzusammenhängend, wodurch kein genauer Eindruck von Prince’ „erstaunlicher musikalischer Entwicklung“ vermittelt werde. Trotzdem enthielten die beiden CDs „genügend notwendige Elemente“, um zu verdeutlichen, warum er einer „der einflussreichsten und begabtesten Musiker“ der 1980er Jahre gewesen sei. Außerdem würden „Gelegenheitsfans“ eine „vernünftige Einführung und Zusammenstellung“ bekommen. Im Gesamtbild sei The Hits 1 aber „ein unvollständiges Porträt“ und „unnötiger Kauf“. Dagegen sei The Hits 2 „eine etwas stärkere Sammlung“, auch wenn die beiden „unterhaltsamen“ Songs Peach und Pope mit den anderen 16 „nicht mithalten“ könnten. Aber wenn „Sie Hits 2 [sic] kaufen, müssen Sie auch Hits 1 [sic] kaufen“, riet Erlewine. The Hits/The B-Sides erhielt von ihm viereinhalb von fünf Sternen, aber abgesehen „von dem glorreichen“ Erotic City, seien die B-Seiten nur „für eingefleischte Fans interessant“.
Christian Wright von dem US-Musikmagazin Rolling Stone verteilte mit ebenfalls viereinhalb von fünf Sternen fast die Bestnote und vertrat die Meinung, The Hits 1 und The Hits 2 seien „wesentliche Dokumente des vergangenen Jahrzehnts“.
Pete Cashmore vom New Musical Express gab sechs von zehn Sternen und schrieb, die Tracklist mit 56 Songs hätte „jemand mit einer großen Gartenschere“ kürzen sollen. Zwar höre man „viel gutes Zeugs“, wie beispielsweise Gett Off, Little Red Corvette, Raspberry Beret und Sign “☮” the Times, aber auch weniger gute Songs, die Cashmore jedoch nicht namentlich erwähnte.
Etwas zurückhaltender zeigte sich Robert Christgau, der auf der Skala die Note „B+“ vergab. Die ersten beiden CDs beschrieb er als „in der Tat erstklassig“, doch die meisten Songs stammten von Alben, die „noch mehr erstklassiges (um nicht zu sagen: besseres) Material“ enthielten. Auf The B-Sides lobte Christgau vor allem die Liedtexte in den vier Tracks Erotic City, Feel U Up, Irresistible Bitch sowie Scarlet Pussy und beschrieb diese als „pornografisches Zeug“, das „jeder Sex-Fan hören“ müsse. Dagegen seien einige Balladen „beschissen“ – er erwähnte jedoch nicht, auf welche er genau anspielte. Als Fazit zog Christgau, die Kompilation sei „eine überteuerte Ausbeutung“ und man müsse selbst entscheiden, ob sie „den Preis wert“ sei.

## Kommerzieller Erfolg

### Chartplatzierungen
The Hits 1
| ChartsChartplatzierungen       | Höchstplatzierung | Wochen |
| ------------------------------ | ----------------- | ------ |
| Deutschland (GfK)              | 20 (11 Wo.)       | 11     |
| Österreich (Ö3)                | 7 (13 Wo.)        | 13     |
| Schweiz (IFPI)                 | 22 (5 Wo.)        | 5      |
| Vereinigtes Königreich (OCC)   | 5 (36 Wo.)        | 36     |
| Vereinigte Staaten (Billboard) | 46 (20 Wo.)       | 20     |

| ChartsJahrescharts (1993)    | Platzierung |
| ---------------------------- | ----------- |
| Vereinigtes Königreich (OCC) | 51          |

The Hits 2
| ChartsChartplatzierungen       | Höchstplatzierung | Wochen |
| ------------------------------ | ----------------- | ------ |
| Deutschland (GfK)              | 19 (11 Wo.)       | 11     |
| Österreich (Ö3)                | 9 (14 Wo.)        | 14     |
| Schweiz (IFPI)                 | 10 (9 Wo.)        | 9      |
| Vereinigtes Königreich (OCC)   | 5 (32 Wo.)        | 32     |
| Vereinigte Staaten (Billboard) | 54 (22 Wo.)       | 22     |

| ChartsJahrescharts (1993)    | Platzierung |
| ---------------------------- | ----------- |
| Vereinigtes Königreich (OCC) | 39          |

The Hits/The B-Sides
| ChartsChartplatzierungen       | Höchstplatzierung | Wochen |
| ------------------------------ | ----------------- | ------ |
| Deutschland (GfK)              | 58 (8 Wo.)        | 8      |
| Österreich (Ö3)                | — (— Wo.)         | —      |
| Schweiz (IFPI)                 | 9 (10 Wo.)        | 10     |
| Vereinigtes Königreich (OCC)   | 4 (18 Wo.)        | 18     |
| Vereinigte Staaten (Billboard) | 4 (18 Wo.)        | 18     |

| ChartsJahrescharts (2016)      | Platzierung |
| ------------------------------ | ----------- |
| Vereinigte Staaten (Billboard) | 159         |

Die Höchstplatzierung in den USA resultiert aus dem Mai 2016 nach Prince’ Tod, im Jahr 1993 war das Dreifachalbum auf Rang 19 gewesen.
Singles

| Jahr | Titel Album              | Höchstplatzierung, Gesamtwochen, AuszeichnungChartplatzierungen (Jahr, Titel, Album, Platzierungen, Wochen, Auszeichnungen, Anmerkungen) | Höchstplatzierung, Gesamtwochen, AuszeichnungChartplatzierungen (Jahr, Titel, Album, Platzierungen, Wochen, Auszeichnungen, Anmerkungen) | Höchstplatzierung, Gesamtwochen, AuszeichnungChartplatzierungen (Jahr, Titel, Album, Platzierungen, Wochen, Auszeichnungen, Anmerkungen) | Höchstplatzierung, Gesamtwochen, AuszeichnungChartplatzierungen (Jahr, Titel, Album, Platzierungen, Wochen, Auszeichnungen, Anmerkungen) | Höchstplatzierung, Gesamtwochen, AuszeichnungChartplatzierungen (Jahr, Titel, Album, Platzierungen, Wochen, Auszeichnungen, Anmerkungen) | Anmerkungen                                                   |
| Jahr | Titel Album              | DE | AT | CH | UK | US | Anmerkungen                                                   |
| ---- | ------------------------ | --- | --- | --- | --- | --- | ------------------------------------------------------------- |
| 1993 | Pink Cashmere The Hits 1 | — | ATn.v.AT | CHn.v.CH | UKn.v.UK | US50 (9 Wo.)US | Nicht weltweit ausgekoppelt                                   |
| 1993 | Peach The Hits 2         | DE45 (6 Wo.)DE | AT25 (3 Wo.)AT | CH13 (10 Wo.)CH | UK14 (5 Wo.)UK | US107 (4 Wo.)US |                                                               |
| 1993 | Controversy The Hits 2   | — | ATn.v.AT | CHn.v.CH | UK5 (5 Wo.)UK | USn.v.US | Nur in Deutschland und im Vereinigten Königreich ausgekoppelt |

### Auszeichnungen für Musikverkäufe
Die drei Kompilationen The Hits 1, The Hits 2 und The Hits/The B-Sides wurden zusammen weltweit ungefähr fünf Millionen Mal verkauft und international mehrfach mit Gold- oder Platinstatus ausgezeichnet:
The Hits 1

| Land/Region                  | Auszeichnungen für Musikverkäufe (Land/Region, Auszeichnung, Verkäufe) | Verkäufe  |
| ---------------------------- | ---------------------------------------------------------------------- | --------- |
| Australien (ARIA)            | Gold                                                                   | 35.000    |
| Neuseeland (RMNZ)            | Platin                                                                 | 15.000    |
| Spanien (Promusicae)         | Gold                                                                   | 50.000    |
| Vereinigte Staaten (RIAA)    | Platin                                                                 | 1.000.000 |
| Vereinigtes Königreich (BPI) | Platin                                                                 | 300.000   |
| Insgesamt                    | 2× Gold · 3× Platin ·                                                  | 1.400.000 |

Hauptartikel: Prince/Auszeichnungen für Musikverkäufe
The Hits 2

| Land/Region                  | Auszeichnungen für Musikverkäufe (Land/Region, Auszeichnung, Verkäufe) | Verkäufe  |
| ---------------------------- | ---------------------------------------------------------------------- | --------- |
| Australien (ARIA)            | Gold                                                                   | 35.000    |
| Frankreich (SNEP)            | Gold                                                                   | 100.000   |
| Neuseeland (RMNZ)            | Platin                                                                 | 15.000    |
| Spanien (Promusicae)         | Platin                                                                 | 100.000   |
| Vereinigte Staaten (RIAA)    | Platin                                                                 | 1.000.000 |
| Vereinigtes Königreich (BPI) | Platin                                                                 | 300.000   |
| Insgesamt                    | 2× Gold · 4× Platin ·                                                  | 1.550.000 |

Hauptartikel: Prince/Auszeichnungen für Musikverkäufe
The Hits/The B-Sides

| Land/Region                  | Auszeichnungen für Musikverkäufe (Land/Region, Auszeichnung, Verkäufe) | Verkäufe  |
| ---------------------------- | ---------------------------------------------------------------------- | --------- |
| Australien (ARIA)            | 2× Platin                                                              | 140.000   |
| Neuseeland (RMNZ)            | 2× Platin                                                              | 30.000    |
| Vereinigte Staaten (RIAA)    | Platin                                                                 | 1.000.000 |
| Vereinigtes Königreich (BPI) | Gold                                                                   | 100.000   |
| Insgesamt                    | 1× Gold · 5× Platin ·                                                  | 1.270.000 |

Hauptartikel: Prince/Auszeichnungen für Musikverkäufe

## Preise
Prince wurde für die Ära 1993 mit folgenden Preisen geehrt:

### World Music Awards
5. April 1994: Sonderpreis „Gold Key Award (The Legend Award)“ bei den World Music Awards.

### Celebrate the Soul of American Music Awards
7. Mai 1994: Sonderpreis „Living Legend“.

### VH1-Honors
26. Juni 1994: Gewinner bei den VH1-Honors in der Kategorie „Outstanding Contribution Award“ („Auszeichnung für herausragende Beiträge“).